# عبد اللطيف الكاظمي (متصوف)
عبد اللطيف الكاظمي، المعروف أيضًا بلقب إمام البر أو إمام بري كما يُلفظ في شبه القارة الهندية. ويقع ضريحه في قرية نور بور شاهان التابعة لإسلام آباد، العاصمة الباكستانية، ويعتبرونه الولي (الراعي) لهم.

## النسب
هو الشاه لطيف بري بن محمود شاه بن سيد أحمد /حامد بن بودلا شاه بن إسكندر بن عباس بن عبد الغني بن سيد حسين بن سيد آدم بن علي شير بن عبد الكريم بن وجيه الدين بن محمد ولي بن محمد ثاني الغازي بن رضا الدين بن صدر الدين بن محمد أحمد ثاقب بن أبي القاسم بن بير البربري بن سلطان عبد الرحمن بن إسحاق ثاني بن موسى الأول بن محمد علم بن قاسم عبد الله بن محمد الأول بن إسحاق بن موسى كاظم ذكر نسبه سيد قمر عباس اعرجي الحمداني في كتابه «مدرك الطالب في نسب آل أبي طالب» وهو من سادة الحسينية المشهدي الموسوي.

## طفولته
ولد سيد عبد اللطيف الكاظمي القادري عام (1617 م) و(1026 هـ) في قرية كرسال التابعة لمقاطعة تشاكوال في عصر الحاكم المغولي شاه جهان بعدما هاجر والده سيد سخي شاه كاظمي مع جميع أفراد عائلته واستقر في منطقة باغ كلان والتي سميت بعدها باسم آب باره.

## الألقاب
لقب بألقاب عدة منها شاه بري، السلطان بري وإمام البر.

## التعليم
غادر سيد عبد اللطيف الكاظمي قادري طلبا في العلم إلى منطقة غورغشي (أتك) حيث مكث عامين يدرس الفقه والحديث والمنطق والرياضيات ودرس الطب أيضا وكانت (أتك) تعتبر مركزا للعلم.

## مرشد
سيد جمال الحياة المير والذي هو حفيد الشيخ الكبير سيد عبدالقادر الجيلاني وكان يسكن منطقة حسن ابدال ورافقه بري إمام لحين وفاته.

## الزواج
تزوج بي بي دامن خاتون بنت سيد نور محمد أحد قادة الأسرة المحترمين في منطقة هزارة وأنجبت منه طفلة والتي توفيق في سن مبكرة ثم توفيت زوجته ولم يتزوج بعدها.